# Kloster Mores
Das Kloster Mores (Morae) ist eine ehemalige Zisterzienserabtei in der Gemeinde Celles-sur-Ource im Département Aube, Region Grand Est, in Frankreich. Das Wappen des Klosters zeigte drei Mohrenköpfe mit dem Motto: „Hic est locus morum.“

## Geschichte
Das Kloster wurde 1152 oder 1153 von Milon, dem Grafen von Bar-sur-Seine, als Tochterkloster der Primarabtei Clairvaux gegründet. Es zählte bis zu 350 Mönche und erzielte ein beträchtliches Einkommen. In den Kriegen zwischen den Häusern Brienne und Champagne sowie Chacenay wurde das Kloster teilweise zerstört, in denen zwischen Ludwig XI. und Karl dem Kühnen vollständig. Am Ende des 15. Jahrhunderts wurde es wiederaufgebaut, jedoch brachten die Religionskriege wiederum großen Schaden. Die Wohngebäude wurden unter Ludwig XV. erneut wiederhergestellt. In der Französischen Revolution, die das Ende der Abtei brachte, lebten nur noch vier Mönche in dem Kloster. Nach der Revolution wurde das Kloster zerstört und seine Steine dienten als Straßenbaumaterial.

## Bauten und Anlage
Von dem Kloster haben sich nur unförmige Reste am Ortsausgang von Celles nahe der Ource erhalten.